# Stazione di Villa d'Almè
La stazione di Villa d'Almè era una stazione ferroviaria della linea della Val Brembana, a servizio dell'omonimo comune..

## Storia
La stazione fu aperta al servizio pubblico il 1º luglio 1906, assieme al tronco Bergamo-San Pellegrino Terme. Il capolinea della ferrovia della Val Brembana fu poi prolungato a San Giovanni Bianco, il 15 ottobre dello stesso anno, e, il 31 luglio 1926, a Piazza Brembana.
Il servizio viaggiatori fu soppresso il 17 marzo 1966 insieme all'intera linea ferroviaria.

## Strutture e impianti
Il fabbricato viaggiatori si trattava di una costruzione in muratura, a due livelli fuori terra, che esternamente è ornata da elementi liberty. Sul lato Paladina è presente un'ala a un solo livello, mentre in direzione Brembilla è presente un'altra ala a due livelli fuori terra.
Lo scalo merci era dotato di magazzino e piano caricatore. Oltre al binario tronco a servizio del piano caricatore, lo scalo era dotato di altri tre tronchini. Lato Paladina era presente un raccordo con il vicino Lanificio e Canipificio di Villa D'Almè.
Il piazzale era dotato di un binario di raddoppio oltre a quello di corretto tracciato della linea ferroviaria.
La struttura era completata da una ritirata in muratura, posta sul lato Paladina.

## Movimento
L'impianto era servito dai treni omnibus e accelerati Bergamo-San Giovanni Bianco fino al 1926, quando, a seguito dell'apertura della prolungamento verso Piazza Brembana, furono prolungati fino al nuovo capolinea.